# 13219 Кайєте
13219 Кайєте (13219 Cailletet) — астероїд головного поясу, відкритий 30 червня 1997 року.
Тіссеранів параметр щодо Юпітера — 3,076.